# Cerro Torre

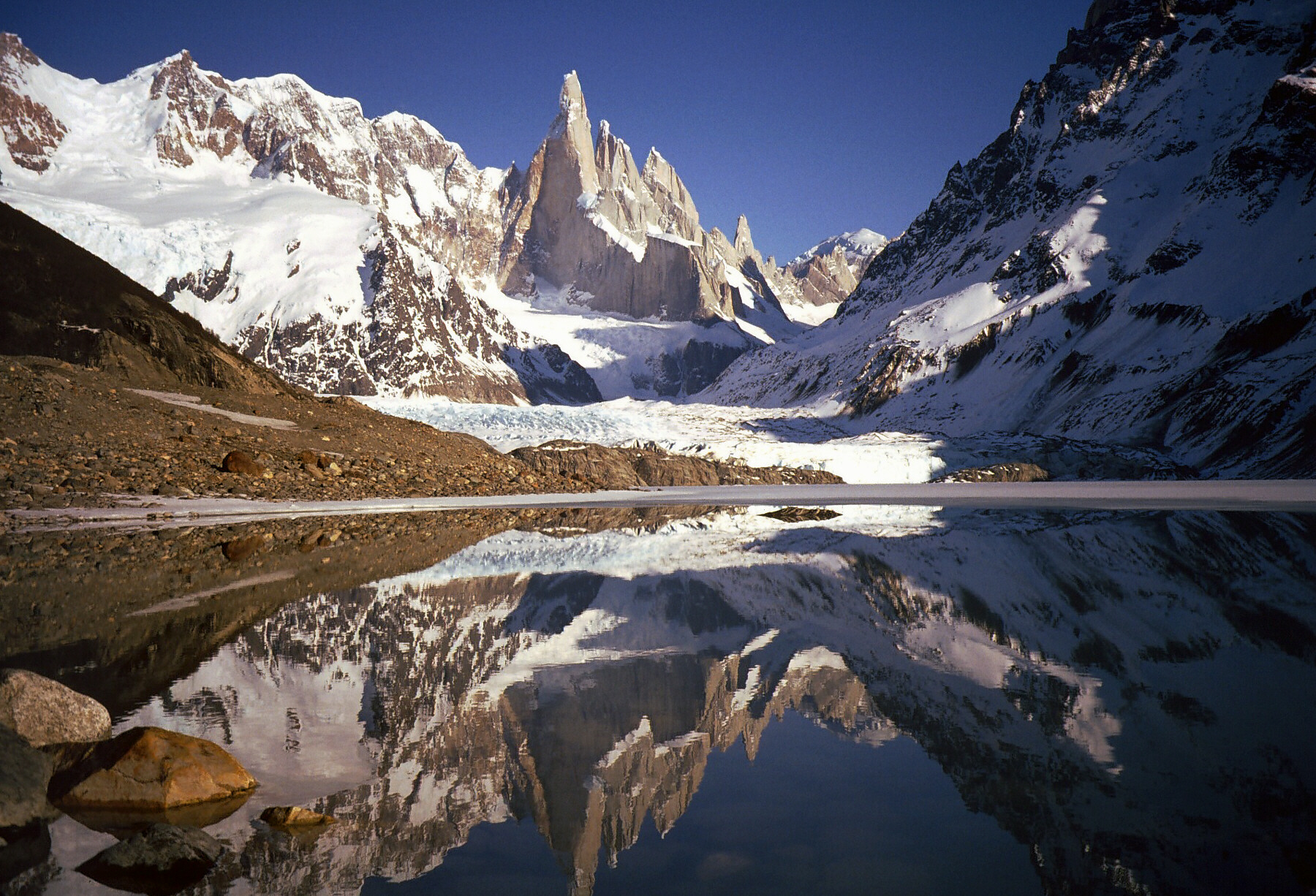
Cerro Adela, Cerro Torre (Bildmitte), daneben Torre Egger, Aguja Standhard, Aguja Bifida (von links nach rechts), davor Glaciar Torre (Torre-Gletscher) und Laguna Torre (Torre-Gletschersee), ganz links Glaciar Adela (Adela-Gletscher)

Der Cerro Torre (spanisch: ‚Turm-Berg‘) ist ein 3128 Meter, nach anderen Quellen 3133 Meter hoher Granitberg, der sich am östlichen Rand des Südlichen Patagonischen Eisfeldes an der argentinisch-chilenischen Grenze befindet. Der Cerro Torre ist aufgrund seiner steil aufragenden, glatten Granitwände, die im oberen Bereich größtenteils mit Raureifeis (Mushroomice) bedeckt sind, sowie der meist extrem widrigen Wetterbedingungen nur sehr schwer zu besteigen und gilt unter Bergsteigern als einer der schwierigsten und zugleich schönsten Gipfel der Welt.

## Besteigungsgeschichte

### Erste Versuche
Im Jahre 1952 bestiegen die französischen Bergsteiger Lionel Terray und Guido Magnone erstmals den Fitz Roy und urteilten über den in Sichtweite aufragenden Cerro Torre, er sei ein „unmöglicher Berg“. Dennoch fanden sich schon wenige Jahre später Kletterer aus Europa am Cerro Torre ein, um eine Besteigung dieses möglicherweise schwierigsten Bergs der Welt zu versuchen. Die ersten Besteigungsversuche datieren aus dem Jahr 1958, als die Italiener Walter Bonatti und Carlo Mauri über die Westseite eine beachtliche Höhe erreichten, jedoch nicht bis in die Gipfelregion vordringen konnten. Eine gleichzeitig auf der Ostseite des Bergs operierende italienische Expedition unter Bruno Detassis mit dem Trentiner Cesare Maestri musste ebenfalls aufgeben, ohne einen ernsthaften Versuch am Berg unternommen zu haben. Während Bonatti im darauffolgenden Jahr auf einen zweiten Versuch verzichtete und der französische Extrembergsteiger Jean Couzy kurz vor einer geplanten Expedition zum Cerro Torre tödlich verunglückte, kehrte Cesare Maestri für einen Versuch an den Berg zurück.

### Maestri und Egger 1959
Die Erstbesteigung soll nach Bericht des Beteiligten schließlich am 30. Januar 1959 Cesare Maestri und dem Tiroler Toni Egger über die Nordwand gelungen sein. Beim Abstieg verunglückte Egger laut Aussagen Maestris durch eine Eislawine tödlich. Da seine Kamera, die angeblich das Gipfelfoto enthielt, verloren ging, konnte Maestri nicht beweisen, dass er tatsächlich den Gipfel erreicht hatte. Ab 1968 wurden seine Schilderungen von immer mehr Bergsteigern in Zweifel gezogen und der Cerro Torre mitunter weiterhin als „unmöglicher Berg“ bezeichnet.
Cesare Maestri rückte trotz vieler erheblicher Widersprüche in den Schilderungen der Expedition von 1959 und des Ausbleibens von Funden der damals angeblich in der Felswand zurückgelassenen Ausrüstung nie davon ab, den Cerro Torre gemeinsam mit Toni Egger erstbestiegen zu haben. Verteidiger und Sympathisanten Maestris verweisen immer wieder auf die Eisschicht, mit der 1959 die Wände des Cerro Torre überzogen gewesen sein sollen und die dem hervorragenden Eiskletterer Egger schon damals trotz der mangelhaften Ausrüstung den Aufstieg ermöglicht habe. Kritiker (z. B. Reinhold Messner) führen dagegen die Argumente an, dass mit den Ausrüstungsgegenständen (v. a. den Eispickeln) und mit dem Kletterkönnen der 1950er-Jahre ein Aufstieg über die extrem schwierigen Steilwände geradezu undenkbar sei. Bisher wurden auch keine Seil- und Hakenüberreste des damaligen Aufstiegs gefunden. Maestris umstrittene Besteigung im Jahr 1970 auf einer ganz anderen Route als derjenigen der angeblichen Erstbesteigung von 1959 schürte eher neue Zweifel, da der Cerro Torre (bis unter dem Gipfeleispilz) nur unter Verwendung eines benzinbetriebenen Kompressors zum Setzen von Bohrhaken bestiegen werden konnte.

### Kompressorroute 1970

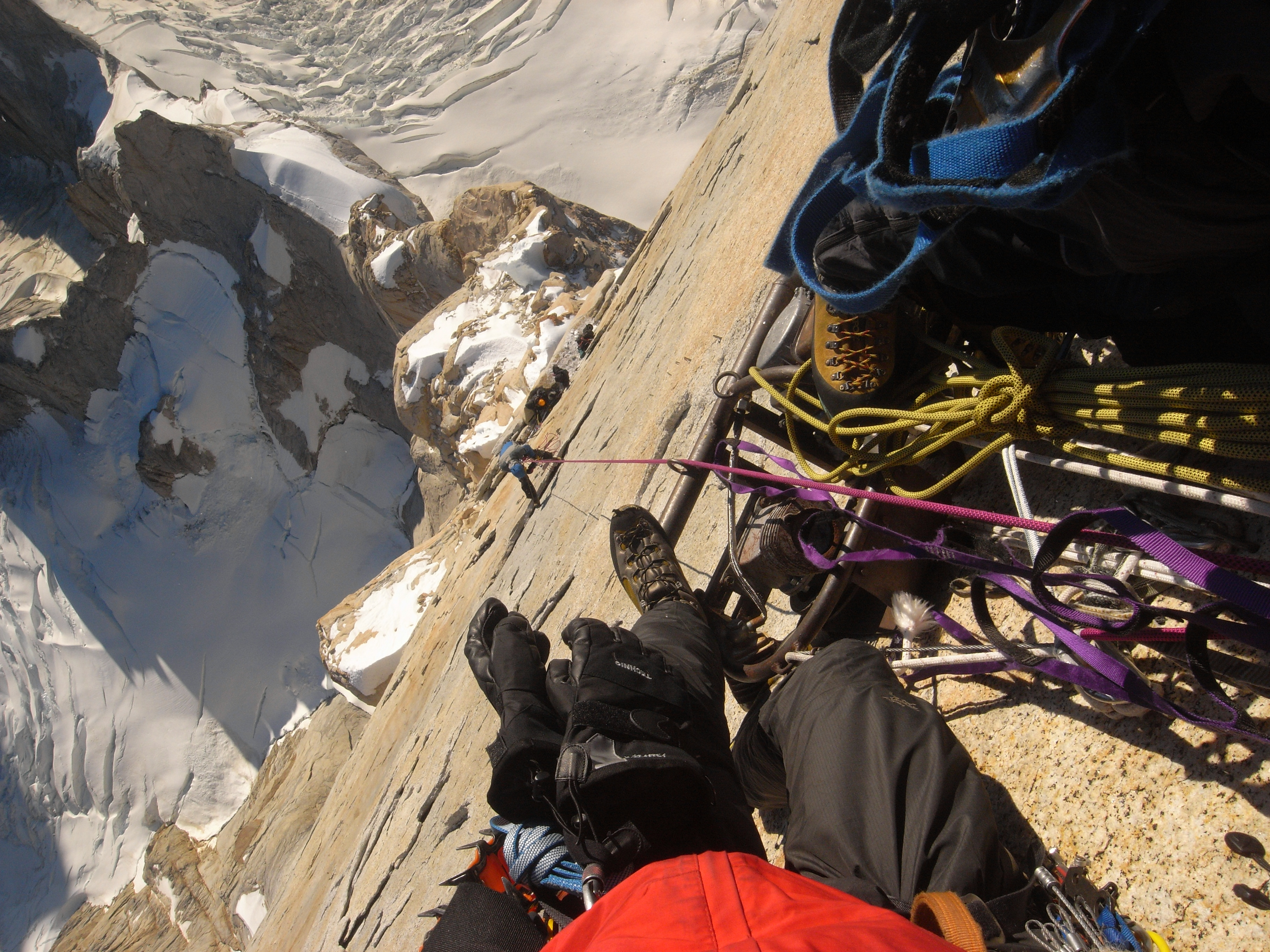
Der in der Wand zurückgelassene Kompressor dient Kletterern als Standplatz.

Elf Jahre später kehrte Maestri wegen der für ihn unerträglichen Zweifel und der Kritik der Öffentlichkeit zum Cerro Torre zurück, um sein Können zu beweisen. Diesmal versuchte er, sich mit Hilfe eines Kompressors und ungefähr 300 Bohrhaken über die Südwest-Flanke „hinaufzubohren“, scheiterte aber an den extrem widrigen Witterungsbedingungen des patagonischen Winters. Wenige Monate später reiste er ein viertes Mal zum Cerro Torre, um seine Route zu vervollständigen. Am 2. Dezember 1970 erreichte er mit zwei Kameraden das Ende der Felswand unterhalb des Gipfels, verzichtete aber darauf, den instabilen Gipfelschneepilz zu besteigen, den er ohnehin nicht als Gipfel betrachtete: „Der wird eines Tages weggeblasen“. Maestri sah den Berg damit als bestiegen an und betrachtete seine Ehre als wiederhergestellt. Für einige Kritiker gilt dieser Versuch nicht als Besteigung, da Maestri nicht auf dem höchsten Punkt des Berges gestanden habe und nur mit Hilfe massiven Materialeinsatzes geklettert sei. Der Kompressor hängt noch heute eine Seillänge unterhalb des Gipfeleispilzes, Maestris Route ist heute unter dem Namen „Kompressorroute“ bekannt.

### Anerkannte Erstbesteigung 1974
Die Erstbesteigung des Cerro Torre erfolgte 1974 durch Casimiro Ferrari, Daniele Chiappa, Mario Conti und Pino Negrieine. Die von Casimiro Ferrari geleitete Expedition folgte der Route über die von Schnee und Eis durchsetzte Westwand („Ferrari-Route“ oder Via dei Ragni). Nach einer dreiwöchigen Schlechtwetterphase, die er mit Kameraden in einem Zelt hoch oben am Berg überstand, gelangte Ferrari, kurz bevor sie die zur Neige gegangenen Nahrungsmittel zum Abstieg gezwungen hätten, auf den Gipfel. Die Besteigung gilt als die erste zweifelsfrei dokumentierte Gipfelbesteigung des Cerro Torre, da der Gipfeleispilz bestiegen wurde und ein Beweisfoto vom Gipfel existiert. Die Route wird mit AI5+ (alpine ice), M4, MI6 (mushroom ice) bewertet.

### Neuere Besteigungsgeschichte
1977 gelang drei Amerikanern die erste Besteigung des Cerro Torre im Alpinstil über die Westseite, im Jahr 1979 wurde die Kompressorroute von Jim Bridwell erstmals wiederholt. Am 8. Juli 1985 erfolgte die erste Winterbesteigung durch Paolo Caruso, Maurizio Giarolli, Andrea Sarchi und Ermanno Salvaterra, nachdem sie fünf Tage zuvor in die Wand eingestiegen waren. Im selben Jahr führte der Schweizer Marco Pedrini die erste Solo-Besteigung in zwölf Stunden durch – ebenfalls über die Kompressorroute. 1986 durchstiegen Jugoslawen erstmals die Ostwand, 1988 eröffneten Slowenen eine Route in der Südwand. Die „Maestri-Egger-Route“ konnte mit den neuesten technischen Hilfsmitteln 46 Jahre lang von keiner Seilschaft erfolgreich wiederholt werden. Teilnehmer von mehr als 20 Expeditionen, die einen Versuch wagten, berichteten vom Fehlen der angeblich von Maestri gesetzten Stahlhaken, was die Zweifel am Gipfelerfolg Maestris und Eggers weiter untermauerte. Am 26. November 1995 eröffneten Ermanno Salvaterra, Piergiorgio Vidi und Roberto Manni die Route Infinito Sud, für die sie 24 Tage in der Wand verbrachten. Am 12. und 13. November 2005 konnten Alessandro Beltrami, Ermanno Salvaterra und Rolando Garibotti den Cerro Torre über die Nordwand besteigen und so die Maestri-Egger-Route „wiederholen“. Sie gaben ihrer Route den Namen El Arca de los Vientos und bewerteten sie mit dem Schwierigkeitsgrad EX.
Vom 21. bis 24. Januar 2008 gelang Colin Haley und Rolando Garibotti die erste vollständige Überschreitung des Torre-Massivs (von Nord nach Süd). Die Deutsche Dörte Pietron durchstieg im Dezember 2008 als erste Frau die Westwand des Cerro Torre und stand als erste deutsche Frau auf dem Gipfel.
Die erste Durchsteigung der Südostwand entlang der Kompressorroute (VIII/A1) laut eigenen Aussagen „by fair means“ gelang am 16. Januar 2012 den beiden Nordamerikanern Hayden Kennedy und Jason Kruk. Allerdings kletterten sie ein Schlüsselstück technisch. Für die Besteigung benötigten die beiden Bergsteiger nur 13 Stunden, und sie benutzen nach eigenen Angaben nur wenige der durch Maestri gesetzten Bohrhaken. Neben der großartigen alpinen Leistung erregte die Besteigung in der Kletterergemeinschaft vor allem deswegen großes Aufsehen, weil Kennedy und Kruk auf ihrem Abstieg einen Großteil der durch Maestri gesetzten Bohrhaken aus der Gipfelwand entfernten. Die Beseitigung der Haken und die daraus resultierende Zerstörung der historischen Kompressorroute wurde weltweit in Klettererforen kontrovers diskutiert und stößt neben zahlreichem Zuspruch teilweise auf erhebliche Kritik. Durch diese Aktion ist die Kompressorroute deutlich schwieriger geworden und der am häufigsten genutzte Aufstiegsweg ist inzwischen die Route von 1974 (Ferrari-Route) in der Westwand.
Am 21. Januar 2012 gelang den Österreichern David Lama und Peter Ortner die erste freie Begehung entlang der Kompressorroute (IX+/X-). Sie benötigten dafür 24 Stunden.
Die erste komplette Durchsteigung der Nordwand gelang Marc-Andre Leclerc und Colin Haley vom 2. bis 3. Februar 2015.

## Filme

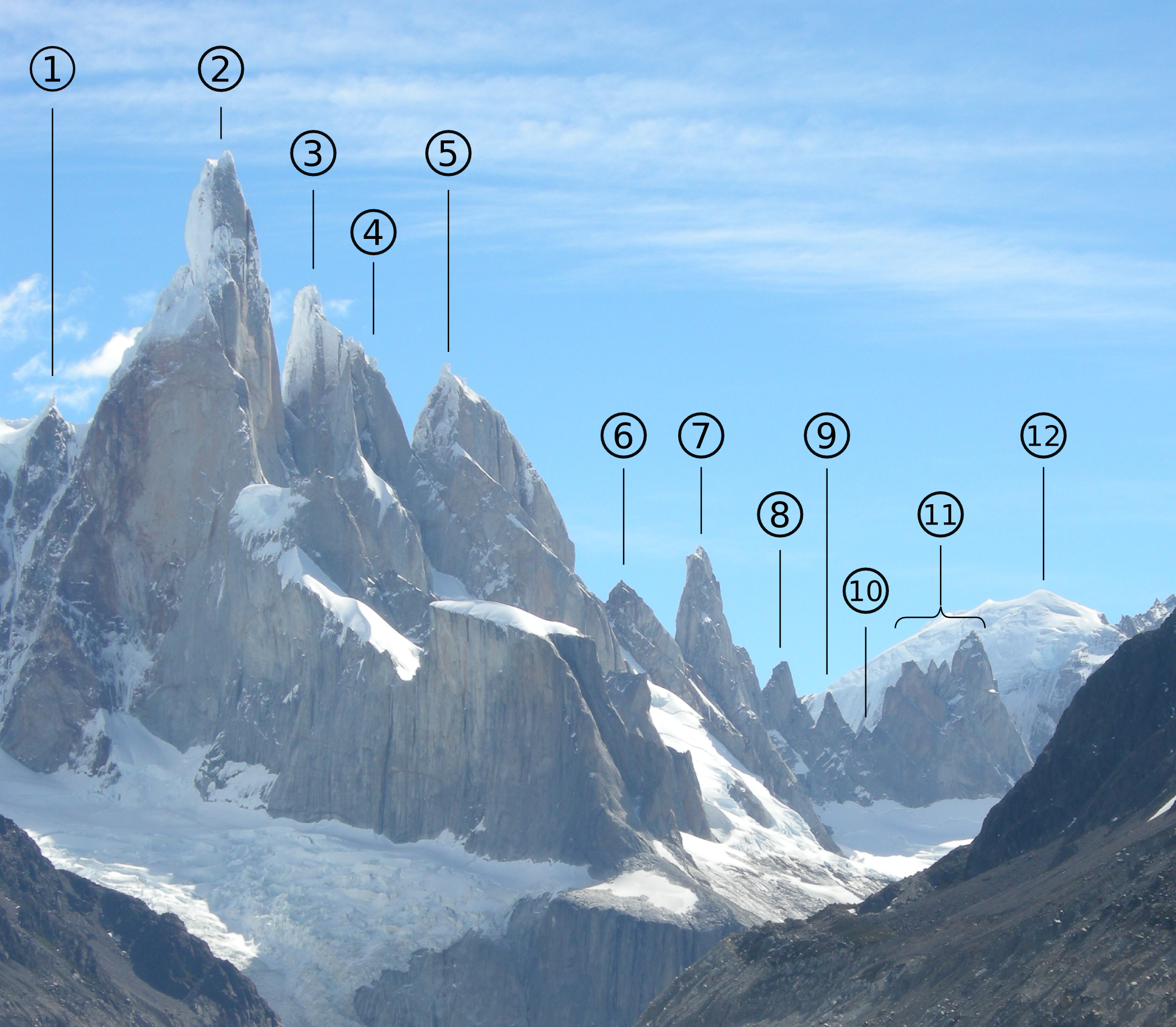
1 Torre Rafael Juárez 2 Cerro Torre 3 Torre Egger 4 Punta Herron 5 Aguja Standhart 6 Perfil del Indio 7 Aguja Bífida 8 Torre Pachamama 9 Torre Achachila 10 Torre Inti 11 Cuatro Dedos 12 Domo Blanco

Im Film Cerro Torre: Schrei aus Stein des deutschen Filmregisseurs Werner Herzog liefern sich ein Bergsteiger und ein Freikletterer einen Wettkampf zum Gipfel des Cerro Torre, wobei Maestris umstrittene Erstbesteigung in der ansonsten fiktiven Handlung aufgegriffen wird.
Der Dokumentarfilm Cerro Torre – Nicht den Hauch einer Chance (Regie Thomas Dirnhofer) konzentriert sich auf die freie Besteigung des Berges durch David Lama und Peter Ortner auf der Kompressorroute im Jahr 2012. Dabei wird zunächst die Vorgeschichte der angeblichen Besteigung und die Kompressor-Tour von Maestri thematisiert. Zur Sprache kommt der Cerro-Torre-Veteran Jim Bridwell. Der von Red Bull Media House produzierte und vertriebene Film widmet sich der ausgiebigen Darstellung der an Grenzerfahrungen orientierten Mentalität der Extremkletterer. Kinostart in Deutschland war der 13. März 2014.
In der Dokumentation und Reportage Mythos Cerro Torre (Regie: Reinhold Messner) begibt sich der Regisseur und Extrembergsteiger auf Spurensuche nach der Wahrheit um die nicht bewiesene Erstbesteigung durch Cesare Maestri und Toni Egger am 30. Januar 1959.

## Bilder

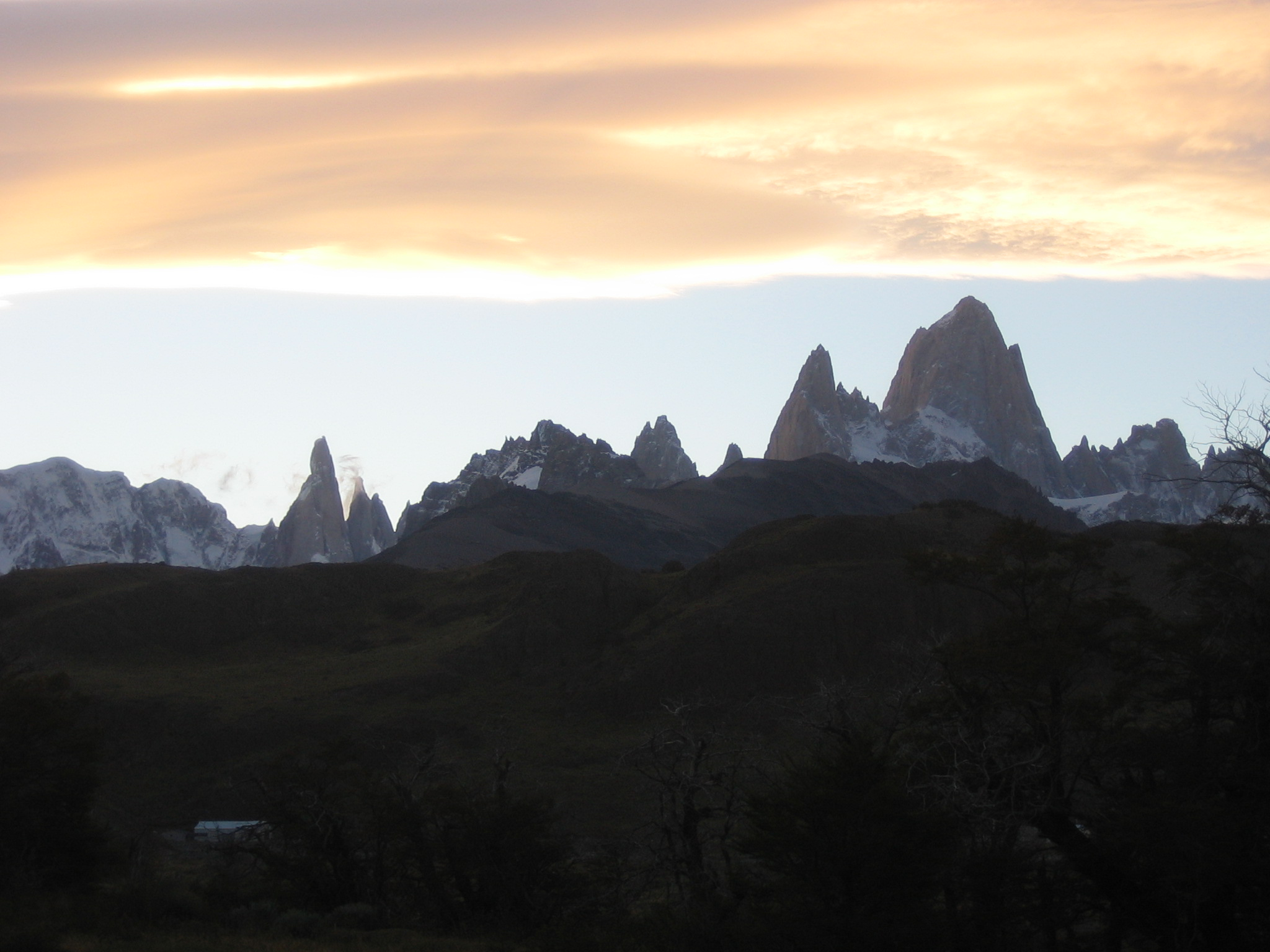
Panorama mit Fitz Roy (rechts) und Cerro Torre (links)
Cerro Torre mit Gletscherlagune im Winter
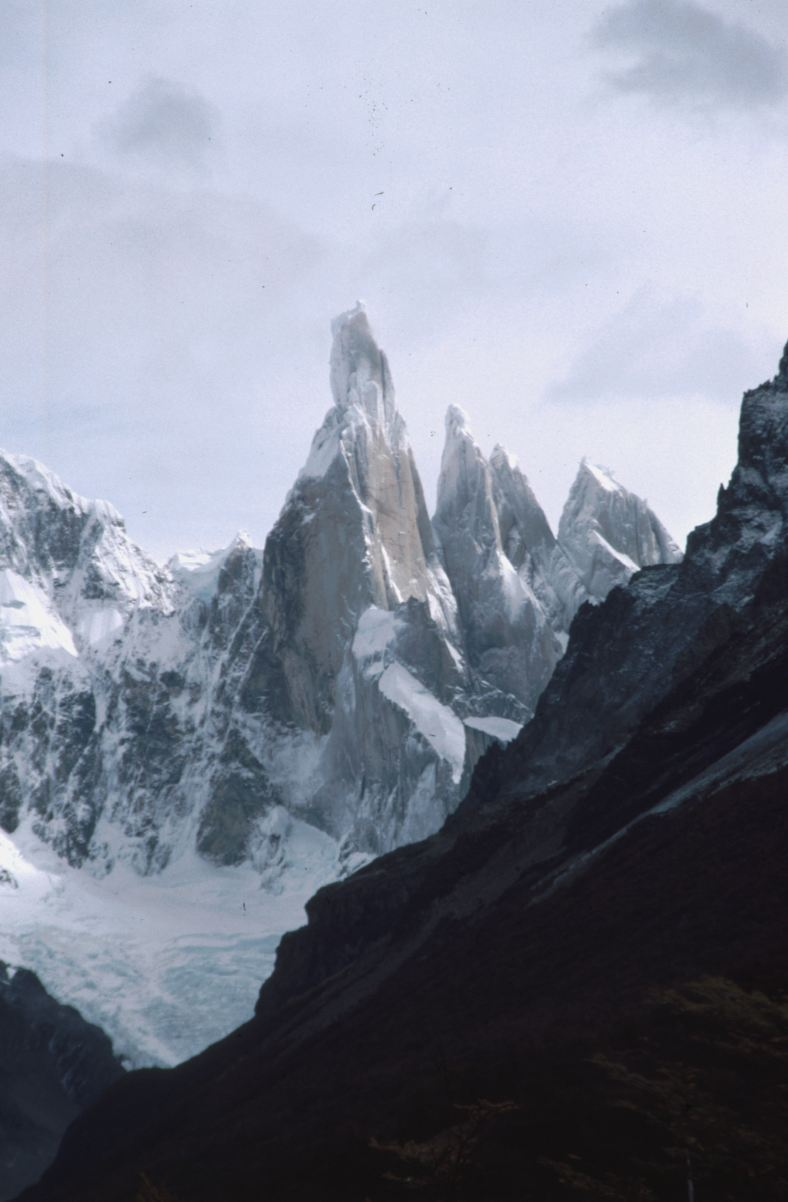
Cerro Torre